# Ion Perju
Ion Perju (n. 5 noiembrie 1971, Căzănești, raionul Telenești, RSS Moldovenească, URSS) este un economist din Republica Moldova care a deținut funcția de ministru al Agriculturii, Dezvoltării Regionale și Mediului al RM în Guvernul Ion Chicu.